# Куса (Арјеж)
Куса (фр. Coussa) насеље је и општина у јужној Француској у региону Миди Пирене, у департману Арјеж која припада префектури Памје.
По подацима из 2011. године у општини је живело 224 становника, а густина насељености је износила 29,05 становника/km². Општина се простире на површини од 7,71 km². Налази се на средњој надморској висини од 305 метара (максималној 481 m, а минималној 312 m).

## Демографија
| 1962. | 1968. | 1975. | 1982. | 1990. | 1999. | 2011. |
| ----- | ----- | ----- | ----- | ----- | ----- | ----- |
| 116   | 154   | 120   | 126   | 149   | 201   | 224   |

График промене броја становника у току последњих година